# Чёрная лофура
Чёрная лофура (лат. Lophura leucomelanos) — птица семейства фазановых.
Средой обитания данного вида являются леса и заросли гималайских предгорий, от Инда до западного Таиланда. Также встречается на Гавайских островах (хотя и достаточно редко), где считается, индуцированным видом, поскольку он потребляет и рассеивает семена индуцированных видов растений.
Самцы сильно отличаются в окраске в зависимости от подвида, но у всех хотя бы часть оперения глянцевого иссиня-чёрного цвета, а самки преимущественно коричневые. Оба пола имеют голые рыжие лица и серые ноги.